# Cement (kennisplatform betonconstructies)
Cement is een kennisplatform over betonconstructies van en voor constructeurs in de bouw. Het bestaat onder meer uit een vakblad en een online platform. Cement wordt sinds 2007 in opdracht van het Cement&BetonCentrum uitgegeven door Aeneas Media in België en Nederland.
Doel van Cement is het bevorderen van bouwen met beton in de opzichten kwaliteit en kwantiteit, in de Nederlandse en Belgische bouwmarkt. het platform ondersteunt daartoe constructeurs in hun professionele beroepsuitoefening en creatieve dialoog met projectpartners (architecten, bouwkundigen, installateurs). Cement geeft de constructeur als vakman een gezicht en draagt bij aan de waardering van het vak constructeur zowel voor de constructeurs zelf als voor andere partijen in het bouwproces.

## Geschiedenis
Het vakblad Cement is opgericht in 1949 ten tijde van de wederopbouw van Nederland na de Tweede Wereldoorlog. Het was een initiatief van cementfabriek ENCI. Het bedrijf werd bij het opzetten van het vakblad geholpen door mensen uit de praktijk en van universiteiten. In het begin bood het blad vooral een platform met technische en constructieve kennis inclusief uitgewerkte rekenvoorbeelden. Gaandeweg is de focus verlegd van uitgewerkte sommen naar goed ontwerpen. Daarbij draait veel om argumentatie: waarom is een bepaalde bouwmethode en constructieve oplossing gekozen.
Het uiterlijk van Cement is sinds de start diverse malen herzien. In het begin lag de nadruk van de vormgeving op tekst. De laatste restyling dateert van december 2008. Daarbij is een moderniseringsslag gemaakt en is meer ruimte gecreëerd voor foto’s, tekeningen en illustraties.

## Inhoud
De artikelen van Cement gaan primair over constructieve aspecten bij het bouwen met beton in de B&U-sector en de GWW. Naast constructieve zaken wordt ook aandacht besteed aan uitvoeringstechniek en architectuur. Terugkerende aandachtsgebieden zijn projecten, constructieve veiligheid, regelgeving, detaillering, materiaaltechnologie en productinnovaties. Er worden ook interviews, columns en opinies van en met mensen uit de vakwereld gepubliceerd. Het blad legt per nummer een accent op een bepaald onderwerp of aspect rond het bouwen met beton. 

## Redactionele formule
Cement is er primair voor constructief ontwerpers/constructeurs/projectleiders bij ingenieursbureaus en constructeurs/projectleiders/werkvoorbereiders bij aannemingsbedrijven en betonindustrie. Secundair richt het platform zich op controlerende/toezichthoudende overheid, onderzoeksbureaus, docenten/studenten bouwkunde en civiele techniek TU/HTO en architecten en beleidsmakers in de betonwereld. De informatie wordt aangeboden op hbo-niveau.
Het dagelijks beleid ten aanzien van de inhoud van Cement wordt bepaald door een redactie. Deze redactie vergadert acht maal per jaar en bestaat uit een hoofdredacteur, externe redactieleden, met in ieder geval een vertegenwoordiging uit de primaire doelgroep, een redacteur namens het Cement&BetonCentrum (eigenaar), vakredacteur namens de uitgeverij.
Het gevoerde redactionele beleid wordt getoetst door een redactieraad. Deze raad beoordeelt tevens de plannen en draagt ideeën aan. Ze vormt bovendien een draagvlak voor het platform. De leden van de redactieraad worden benoemd door het Cement&BetonCentrum. De redactieraad vergadert eenmaal per jaar. De redactieraad is een afspiegeling van de doelgroepen in Nederland en België. Vertegenwoordigd zijn ingenieursbureaus, aannemers, cement- en betonindustrie, onderwijs, onderzoek, regelgeving en overheid.
Het platform publiceert gemiddeld drie achtergrondartikelen per week. Daarnaast verschijnen dagelijks nieuwsberichten over ontwikkelingen op betongebied. Wekelijks verschijnt een digitale nieuwsbrief. Het vakblad Cement verschijnt acht keer per jaar. In het blad verschijnt een selectie van achtergrondartikelen, interviews en columns die eerder online zijn verschenen. Alle achtergrondartikelen die sinds 1949 zijn verschenen zijn te raadplegen in het online archief.

## Hoofdredacteuren
De redactie wordt geleidt door een hoofdredacteur. Sinds de oprichting werd deze functie bekleed door:
- 1949 – 1958: ing. G.J. Hamer
- 1958 – 1977: dr.ir. Gerrit Feiko Janssonius
- 1977 – 1981: ir. H. van Dusschoten
- 1981 – 1988: prof.ir. B.W. van der Vlugt
- 1988 – 1992: prof.dr.ir. G. Scherpbier
- 1992 – 1998: prof.ir. A. Glerum
- 1998 – 2012: prof.ir. C.S. Kleinman
- 2012 – 2021: prof.dr.ir. D.A. Hordijk
- 2022 –     : prof.dr.ir. M.A.N. Hendriks